# Апостериори
На эту страницу установлено перенаправление со страницы «A posteriori»,
см. также апостериори в теории вероятностей.
 см. также статью о музыкальном альбоме «A Posteriori».
Апостерио́ри, А-постериори, А постерио́ри (лат. a posteriori дословно — «из последующего», «По опыту») — знание, полученное из опыта, латинское крылатое выражение.

## Описание
«Апостериори» противопоставляется априори — доопытному знанию. Значение термина исторически менялось: нынешнее значение установилось благодаря Иммануилу Канту и его работе «Критика чистого разума» (впервые опубликована в 1781 году, второе издание 1787 года) Однако, в латинской форме, выражения появляются в латинских переводах «Начал» Евклида (Στοιχεῖα, в латинизированной форме — «Элементы»). В работе понятия а постерио́ри и априори рассмотрены в качестве модели для точного мышления раннего европейского современного периода.
Противопоставление познания априори и апостериори возникло ещё в античности, в философии Платона и Аристотеля. В дальнейшем это различие исследовали Северин Боэций, средневековые арабские философы (Ибн Рушд, Ибн Сина) и европейские схоласты (Альберт Великий, Фома Аквинский).
В Новое время Лейбниц меняет смысл обоих терминов. Познание апостериори отличается от познания априори как «истины факта» (опытное познание) от «истин разума».
Это разграничение развил в своей философии Иммануил Кант, у него a posteriori — понятие, суждение, познание, происходящие из опыта. Общие принципы познания априорны (независимы от всякого опыта), апостериорное знание получается при помощи чувственного восприятия (чувственного опыта). Чувственный опыт случаен: прошлый опыт не исключает возможности приобретения в будущем нового опыта, который не согласуется со старым. Знание, основанное только на чувственном опыте, неистинно. Для того, чтобы апостериорное знание приобрело всеобщий и необходимый характер, чувственный опыт нужно подвести под априорные формы знания, и таким образом познаются специальные законы эмпирических наук. С точки зрения Канта, математика — пример априорного знания, физика (в её эмпирической части) — апостериорного.
Благодаря влиянию кантовской философии, термины «апостериори» и «апостериорный» распространились широко за пределы философии. Например, апостериорным называется искусственный язык, элементы которого заимствованы из существующих языков, в противоположность априорному языку.